# Vera Mestchersky
Vera Kirilovna von Struve devenue, après son mariage, la princesse Vera Mestchersky est née le 21 janvier 1876 à Tokyo, au Japon, et morte le 17 décembre 1949 à Sainte-Geneviève-des-Bois, en France. C'est une personnalité russe blanche connue pour avoir fondé et dirigé la Maison russe.

## Biographie
Fille du diplomate Karl von Struve (en) (1835-1907) et de son épouse Maria Annenkova (1844-1889), elle-même petite-fille du général Nicolas Annenkov (en) (1799-1865), Vera passe son enfance au Japon et aux États-Unis, où son père est ambassadeur de l'Empire russe. En 1900, elle épouse le prince Pierre Nikolaïevitch Mestchersky (1869-1944), avec lequel elle a cinq enfants : Marie, décédée à l'âge de 2 ans, Nicolas (1905-1966), Cyril (1927-1923), Nikita (1909-1942) et Marina (1912-1994).
Après la Révolution d'Octobre, elle quitte la Russie avec sa famille et trouve refuge en France. Au début des années 1920, la princesse Mestchersky ouvre, à la villa de la Réunion à Auteuil, une école de maintien, qui accueille, entre autres, la princesse Marina de Grèce et lady Dorothy Paget. L’idée de Vera Mestchersky était de venir en aide financièrement aux émigrés russes âgés, réfugiés à Paris et qui n’avaient aucun moyen de subvenir à leur vie quotidienne. La politique sociale du gouvernement français n’accordait, à l'époque, aucune aide financière aux immigrants. Or, Vera Mestchersky, en donnant des cours aux jeunes filles fortunées de la bonne société anglaise, reversait le produit des frais d’inscription aux réfugiés démunis, qui venaient lui demander de l’aide.
Dorothy Paget, touchée par les efforts de la princesse, proposa de lui acheter une maison pour qu’elle puisse se reposer. Mais Vera Mestchersky avait à cœur de pouvoir abriter ses compatriotes sans ressources. Ainsi, elle fit acheter par Dorothy Paget, en 1927, la demeure de la Cossonnerie de Sainte-Geneviève-des-Bois, qui devint sous son impulsion une maison de retraite dont les occupants étaient russes, ce pourquoi elle prit le nom de « Maison russe ». Elle la dirigea jusqu’à sa mort en 1949. 
Elle est inhumée au cimetière russe de Sainte-Geneviève-des-Bois.